# Prokletije
Prokletije (črnogorsko Проклетије, izgovorjeno [prɔklɛ̌tijɛ], albansko Bjeshkët e Nemuna, oboje prevedeno kot »Preklete gore«), poznane tudi pod imenom Albanske Alpe (Alpet Shqiptare), so gorsko območje na zahodnem Balkanskem polotoku, ki segajo od severne Albanije do Kosova in vzhodne Črne gore. Najvišji vrh, Maja Jezercë na 2694 m, je drugi najvišji vrh Albanije in najvišji vrh Dinarskega gorovja.
Tu sta najvišji vrh Črne gore, Zla Kolata na 2534 m (ki je delno tudi v Albaniji) in drugi najvišji na Kosovu, Đeravica z 2656 m. Najvišji vrh Albanije pa je gora Korab, del masiva Korab, visok 2764 m in na vzhodu države na meji s Severno Makedonijo (zato je tudi najvišja točka Severne Makedonije).
Ena od najjužnejših ledeniških mas v Evropi, za ledenikom Snežnik (širina 41° 46′ 09″ S) v masivu Pirin v Bolgariji, je bila odkrita v albanskem delu območja leta 2009.
Regionalno gospodarstvo temelji predvsem na kmetijstvu, izseljenskih nakazilih in turizmu.

## Ime
Ptolemaj je omenil Mons Bertiscus, ki naj bi bil povezan s Prokletijami. Bertiscus živi v umetnih oblikah bertiscae v znanstvenih imenih za endemske vrste, ki imajo v gorah svoj locus classicus (kraj, iz katerega je bil prvič opisan takson), kot so baldrijan  Valeriana bertiscae, nebinovka Crepis bertiscae in perunika Iris bertiscae.
Srbsko-hrvaško Prokletije in albansko Bjeshkët e Nemuna pomenijo 'preklete (gore)', morda zato, ker jih doživljamo kot nepremagljive in divje. V albanščini je drugo poimenovanje gorskega območja od 20. stoletja Alpet Shqiptare, kar pomeni 'Albanske Alpe'.

## Lega in relief
Prokletije, najjužnejši del Dinarskega gorovja, se raztezajo več kot 64 km od Skadarskega jezera ob črnogorsko-albanski meji na jugozahodu do Kosova na severovzhodu. Te točke so v mediteranskem pasu zahodnobalkanskega polotoka 42° 45' in 42° 15' S. Južno mejo Prokletij najdemo ob reki Drim in njenem pritoku Valbona. V širšem smislu Prokletije vključujejo tudi gorovja do Kosovske Mitrovice z masivoma Hajla in Mokna. Nekateri avtorji pa kot severno mejo Prokletij v geološkem smislu vidijo reko Lim.
Od Skadarskega jezera se gore raztezajo severovzhodno po območju reke Cijevne, nato pa rahlo zavijejo proti vzhodu v smeri vrha Đeravice nad Metohijo (450 m), kotlino na Kosovu. Od tu se Prokletije obrnejo proti severu čez masiv Bogićevića in prelaz Čakor ter nadaljujejo z drugo vrsto gora. Prokletije se končajo na območju zgornje doline reke Ibar v bližini mesta Kosovska Mitrovica, tik za masivom Suva Planina (1750 metrov), ki obkroža porečje Metohije s severa in severozahoda.
Prokletije so etnografsko in sociološko raznolike zaradi številnih ljudstev, ki v regiji živijo kot ovčarji. Imena različnih albanskih plemen (Hoti, Gruda, Kelmendi, Kastrati, Dukagjini, Shkreli, Shala, Nikaj, Krasniqi, Gashi in Rugova) se nanašajo na njihove geografske lege v območju.

## Geologija
Prokletije so podobmočje 1000 kilometrov dolgega Dinarskega gorovja. So tipično visokogorje z izrazito strmo topografijo in ledeniškimi značilnostmi. Najvišje razlike v reliefu okoli 1800 metrov so v dolinah Valbona, Grbaja in Ropojani ter Cijevna. Previsne stene in grebeni, ki tvorijo poudarjene vrhove, so značilni za zahodni in osrednji Prokletij. Vzhodne gore so manj robustne z nižjim reliefom. V dolinah so značilni učinki pleistocenske poledenitve. Večji del območja je bil spremenjen z ledeniško aktivnostjo s kraškimi območji v zahodnih delih.
Gorovje je nastalo z gubanjem, ki je posledica trčenja afriške in evrazijske plošče. Nikjer na Balkanu ledeniki niso pustili toliko dokazov erozije. Po Alpah so te gore najbolj ledene v Evropi južno od skandinavskega ledenega ščita. Imajo zelo strma apnenčasta pobočja z obilnimi kraškimi značilnostmi. Prokletije so velike, razgibane, brez poti. So eno redkih gorskih verig v Evropi, ki ni bilo v celoti raziskano.
Na nekaterih območjih Prokletije tečejo skoraj vzporedno s Šar planino v Severni Makedoniji, Albaniji in na Kosovu. Ta tektonski zlom je povzročil nenavadno cikcak obliko območja Prokletij in tudi njihovo krivljenje iz prevladujoče Dinarske smeri severozahod - jugovzhod proti severovzhodu. V zahodnem in osrednjem delu območja je sestava gora v glavnem enotna z mezozojskimi apnenci in dolomiti jurske in kredne dobe. V vzhodnih Prokletijah poleg apnenčastih in dolomitnih serij obstajajo kamnine iz poznega paleozojskega in triasnega obdobja, srednje triasne vulkanske kamnine in jurske metamorfne kamnine.
Apnenčasta masa Prokletij je globoko presekana z dolinami v najrazličnejših kamnitih blokih gora severno od Përroi i Thatë, Biga e Gimajive južno od njih, bloka Jezerca med dolino Shala in Valbona, masiva reke Maje in Hekurave, planota Maje e Kolats severno od Valbone in Shkëlzen severovzhodno od Valbone. Doline so tvorili ledeniki ledene dobe, ki so ustvarili zelo strme stene in globeli do 1000 metrov globoko. Južna stena Maje Harapit je visoka 800 metrov in je najvišja skalna stena na Balkanskem polotoku.
Čeprav nekatere znanstvene raziskave Prokletijam prinašajo status ločene gorske verige, v večini drugih navedb še vedno velja za najvišjega od vseh dinarskih območij, ki so z geološko, morfološko in etnografsko povezane z Dinarsko gorsko verigo.

### Najvišji vrh
Đeravica je z 2656 m nadmorske višine najvišji vrh Kosova. Vrh je v občini Dečani, nad srednjeveškim samostanom Visoki Dečani. V neposredni bližini vrha so številna ledeniška jezera, od katerih je največje Đeravičko. Leži na okoli 2200 m nadmorske višine, iz njega izteka reka Ribnik (Erenik), ki teče skozi Metohijo. Jezero ima obliko zoba, z največjo dolžino 240 in širino 120 m, največja globina pa je 3,8 m. V njem živi nekaj vrst dvoživk iz družine salamandridov, ki se hranijo z letečimi insekti.

### Soteske in doline
Ledeniška erozija Prokletij je za seboj pustila številne odmevne lastnosti. Globoki rečni kanjoni in ravne doline se vijejo okoli grebenov gorovja. Največji in najbolj priljubljen kanjon je kanjon Rugova. Leži na Kosovu in je od meje s Črno goro do mesta Peć oddaljen 25 km, globok je 1000 m. Ima zelo strma navpična pobočja z obeh strani.
Doline, pogoste na nižji nadmorski višini, najdemo tudi na alpski ravni, kjer ustvarjajo gorske prelaze in dolinska korita. Najbolj znana dolina visoko v gorah je Buni Jezerce v Albaniji. Buni Jezerce pomeni 'Dolina jezer' in vsebuje šest majhnih ledeniških jezer, največje se imenuje Veliko jezero Buni Jezerce.
Kanjoni v Prokletijah
- kanjon Rugova
- kanjon Deçani
- kanjon Gashi
- Cemi kanjon

Doline v Prokletijah
- dolina Vermosh
- dolina Valbona
- dolina Thethi
- dolina Ropojona
- dolina Gerbja
- Buni Jezerce
- dolina Cemi i Nikçit

## Reke in jezera
Prokletije vključujejo številne pomembne reke jugovzhodnega dela Zahodnega Balkana. Reke v tem območju spadajo v dve glavni kategoriji, tiste, ki se izlivajo v Lim in tiste, ki vstopijo v Beli Drin in se srečajo s Črnim Drimom dolvodno ob sotočju Drima. Južna in vzhodna pobočja Prokletij spadajo v slednjo kategorijo.
Reki Tara in Lim, dva glavna izvira Dinarskega rečnega sistema, izvirata na severnih mejah Prokletij. Vërmosh izvira iz gorskega dela severozahodnega dela Črne gore, blizu meje z Albanijo. Kot pritok Drine se izliva v Donavo in nato v Črno morje. Lim teče skozi Plavsko jezero. Ibar, ki izvira na pobočju Hajle, se preko Zahodne Morave v Srbiji steče v Donavo.
V južnih Prokletijah prevladuje Drim. Odmaka večino pogorja s svojimi pritoki in ko ga merimo od izvira Belega Drina v Radavcu do izliva Drima pri Lezha, je dolg 335 km. Vendar pa ves Drim ne teče blizu ali vzporedno s Prokletijami. En pritok je Valbona, ki se izliva v Jadransko morje, njen vzhodni pritok pa reka Gashi. Zahodno od Prokletij je Cijevna, ki izliva severozahodni del črnogorsko-albanskega obmejnega območja v Jadran. Nivo voda niha zaradi kraške hidrološke suše v Prokletijah. Nekatere reke ali potoki, na primer Përroi i Thatë v Albaniji, se med poletno sušo popolnoma izsušijo. Čeprav je Pećka Bistrica na Kosovu kratka, je zelo močna in vklesana v kanjon Rugova.
V Prokletijah je približno 20 manjših alpskih jezer ledeniškega izvora. Številna so na mejnem območju Bogičevice med Kosovom in Albanijo ter Buni i Jezercë v bližini vrhov Jezerca in Bojs. Nekatera jezera, kot sta jezero Liqenat na Kosovu in Hridsko jezero v Črni gori, sta zaradi svojih lokacij in pokrajine postala turistična zanimivost.
Hridsko jezero je danes jasen primer dobro ohranjenega ledeniškega reliefa. V obdobju pleistocena (pred 1,8–0,01 milijona let) je bilo to območje zbiranja ledu, ki se je stopničasto spuščal z okoliških vrhov, vlekel s seboj heterogeni material. Padavine so izprale manjše skale, večje pa so ostale na obali jugozahodnega in zahodnega dela jezera. Jezero je dolgo 295 m, široko 110 m in globoko približno 5 m. Poleg padavin dobiva vodo iz izvirov v bližini svojih obal.
Največje jezero je Plavsko jezero v Črni gori. Jezero leži na nadmorski višini 906 m v dolini Plav, kot gnezdo med Prokletijami in pogorjem Visitor. Površina Plavskega jezera je 1,99 km2 in se razprostira sever-jug za približno 2160 m.
V nekaterih delih območja so tudi slapovi. Slap Beli Drin na Kosovu doseže višino 25 m. Ker je nedaleč od mesta Peć, je lahko dostopen in ga obišče veliko obiskovalcev. Slap Grunas v Albaniji je visok 30 m in je v nacionalnem parku Thethi. Naravni izviri Ali Pashe v Črni gori v bližini mesta Gusinje so glavna znamenitost mesta.

## Podnebje
Podneblje Prokletij je zelo kompleksno in raznoliko, po nekaterih lastnostih tudi specifično. Podnebje se na relativno majhnem prostoru menja tako po vertikali kot po horizontali. Ciklonska aktivnost je posebej izrazita spomladi in v pozni jeseni, evidentirani so vplivi atlantskega in sredozemskega ciklona. V sklopu širšega prostora Prokletij ločimo tri klimatska območja: zmerno-kontinentalni (500–800 m), subalpski (800–1200 m) in alpski (nad 2000 m). Srednja letna temperatura (Balijine Rupe), na 2120 m, je 2,8 o C. Poletje je zmerno toplo, zima zmerno hladna. Jesen je toplejša od pomladi, ki je relativno kratka. Temperaturni ekstremi niso močno izraženi. Severni vetrovi so hladni in suhi in prinašajo snežne padavine. Ti vetrovi poleti prinašajo vedro, sončno in stabilno vreme. Južni vetrovi prinašajo relativno tople in vlažne zračne mase iz katerih pozimi obilno sneži, poleti in predvsem jeseni pa obilno dežuje.

### Poledenitev
Sedaj (leta 2015) je na senčnih severnih pobočjih Prokletij najmanj pet aktivnih ledenikov, ki so verjetno nastali v poznem holocenskem obdobju in nekaj neaktivnih ledenikov, med 1980 in 2420 metri. Korita dolin Ropojani, Grbaja in Valbona so v zadnji ledeni dobi izklesali kilometri ledenikov. Podrobno geomorfološko kartiranje je bilo uporabljeno za rekonstrukcijo položajev nekdanjih ledenikov. Najdaljši ledenik Ropojana je imel dolžino 12,5 kilometrov in površino 20 kvadratnih kilometrov, drugi so ledenik Valbona z 9,5 km in 10,5 kvadratnih kilometrov, ledenik Grbaja s 5 km in 6,7 kvadratnih kilometrov in ledenik Bogićevića s 6 km in 6,.9 kvadratnih kilometrov. Poleg tega najdemo približno 20 manjših jezer ledeniškega izvora, kot je opisano zgoraj. 
Nedavno poročilo geografov z univerze v Manchestru opisuje odkritje štirih doslej neznanih ledenikov v albanskem delu območja Prokletij na višini 1980–2100 m, ki so jih našli na območju blizu Maje in Jezerce. Ledeniki, od katerih je trenutno največji za šest nogometnih igrišč, se vsako leto razlikujejo glede na količino zimskih snežnih padavin in temperature v naslednjem poletju. Njihova povprečna skupna površina je 5 hektarjev. Prisotnost teh ledenikov, najjužnejših v Evropi, na višinah precej pod regionalno snežno mejo, poudarja pomen lokalnega nadzora razvoja ledenika. Geografi mislijo, da je bilo v sosednjih gorah v 19. stoletju najmanj osem ledenikov, kar je v povezavi z vrhuncem "ledene dobe" v evropskih Alpah .

## Rastlinstvo in živalstvo
Prokletije so vedno privlačile botanike in druge znanstvenike kot zelo zanimiv in neizčrpen prostor raziskovanja. Na Prokletijah se križajo tri osnovne fitogeografske regije severne hemisfere: Alpsko-visokonordijska, Evrosibirsko-boreo-ameriška in Mediteranska. Od podnožja do vrha se ločita dva gozdna in en travnat pas. Pas listavcev se začne s termofilnim področjem hrastovih gozdov. Tu prevladujejo združbe cera in Quercus pubescens. Nad tem nastaja mezofilno območje gozdov graden, pojavljajo pa se tudi črni gaber in črni jesen. Zgornji del pasu listavcev je področje bukovih gozdov. Pas iglavcev v nižjem delu sestavljajo jelka in smreka, višje balkanski bor (Pinus peuce) in munika (Pinus heldreichii). Pas gozdov se konča z borom, ki raste do višine več kot 2000 m. Gozdovi Prokletij predstavljajo pomemben termoregulator, ker blažijo temperaturne ekstreme.Rastlinstvo Prokletij ima srednjeevropski značaj, a je pomembna prisotnost eksotičnih rastlinskih vrst. Po raznovrstnosti rastlinstva se primerjajo s pogorjem Rila in Pirin v Bolgariji. Redke vrste balkanskega bora, munike, forzicija, vulfenija, planika in druge, so zaščitene. Zastopanih je več sto zdravilnih vrst, 160 vrst je zelo pomembnih. Okoli 60 vrst lokalno prebivalstvo uporablja že stoletja za domačo uporabo. Najpogostejše vrste so: rumeni svišč, prava kamilica, glogov cvet, navadni rman, čmerika (Veratrum album L.), meta, lipa, navadni pelin, jesenski podlesek, črni bezeg, pomladanski jeglič in vijolica, med plodovi pa borovnica.
V Prokletijah živi raznovrstno živalstvo od sesalcev, ptic, rib, dvoživk in insektov. Najpomembnejše vrste v visokogorju so: gams, srnjad, rjavi medved in divja svinja, od ptic divji petelin, kotorna, gozdni jereb in planinski orel. Od nizke divjadi so zastopane vrste: pravi zajec, navadna lisica, vidra, kune, jazbec in druge. V sklopu Prokletij so tudi tri ribolovna območja: Plavsko-limsko, Ibarsko in Pećko-dečansko.

## Narodni parki
V Prokletijah so štirje narodni parki – dva v Albaniji, eden v Črni gori in eden na Kosovu. Narodni park Theth v Albaniji je bil ustanovljen leta 1966 in zajema površino 2630 ha ob reki Theth. Glavna zanimivost v parku je slap Grunas. Leta 1996 je bil ustanovljen tudi narodni park doline Valbona v Albaniji, ki obsega 8000 ha, vključno z dolino Valbone in reko Valbono. Kosovo, Albanija in Črna gora načrtujejo, da bi na tem območju ustanovili še en tridržavni park, ki bi se imenoval Balkanski park miru.
Načrtuje se oblikovanje razširjenega narodnega parka albanskih Alp, ki bi obsegal območja Vermosha, Thetha, Valbone in Gasha na velikem območju 86.000 ha. Na kosovski strani se nahaja Narodni park Prokletije, ustanovljen leta 2012, ki obsega površino 50.000 ha in pokriva visoka alpska območja, kot tudi Rugovsko sotesko in pomembne reke. Črnogorski del Prokletij je bil leta 2009 razglašen za narodni park na površini 16.000 ha.
Del gore Maja e Ropës je bil leta 1955 razglašen za cvetlični gorski rezervat, ki zajema površino 25 ha predvsem balkanskega bora (Pinus peuce), bora in bukve. Istega leta je bilo območje Kozhnjar razglašeno za živalski rezervat, zlasti za zaščito gamsa, ki pokriva površino 161 ha.
Nezakonito krčenje gozdov je še danes velika težava. Do neke mere so prizadeti celo narodni parki. V sušnih poletjih so pogosti gozdni požari. Vse velike sesalce, vključno z volkovi, gamsi, lisicami, jazbeci in divjimi prašiči, lovijo ne glede na meje narodnega parka.

## Kulturno-zgodovinski spomeniki in prebivalstvo
Na območje so se priseljevale in menjale razne civilizacije (grška, rimska, ilirska in slovanska), ki so pustile sledi svojega obstoja. Ta prostor je bil v zgodovini tudi priča burnih in dinamičnih dogodkov, ki so se odrazili na značaju tukajšnjega kulturno-zgodovinskega nasledstva. Sledi materialne kulture in zgodovinske vrednosti datirajo v različna obdobja: prazgodovinsko, rimsko (antično), srbske srednjeveške države, turške okupacije, obdobje med obema svetovnima vojnama in po drugi svetovni vojni.
Iz prazgodovinskega obdobja so najdeni ostanki iz mezolitika (Trebački krš). Prvo pomembno najdišče je Kremštice v vasi Petnjik pri kraju Berane v Črni gori, kjer so našli ostanke neolitskega naselja s temelji hiš in številnimi fragmenti keramike. Drugo je Beran krš tudi pri kraju Berane, kjer so odkrili ostanke hiš, orodja, igle, šila, nože, ... Iz rimskega obdobja so odkriti ostanki v vasi Lušac pri kraju Berane, na obali Plavskega jezera in v Pećkoj banji. Na prisotnost Rimljanov v tem kraju kažejo grobišča, za katera se domneva da so 'latinska'. Doba srednjeveške srbske države je pustilo sledi materialne in duhovne kulture. Med njimi imajo največjo vrednost samostani Visoki Dečani in Pećka patriarhija.
V metohijskih vaseh Dečani, Junik, Streoc in drugih, v katerih pretežno živijo Albanci, so značilne stare balkanske hiše, tako imenovane metohijske kule. Med številnimi hišami stare mestne arhitekture posebno privlačijo: Tahir begov in Jašar pašin konak (kula) in kuća Protića v Peći, stara lesena hiša v vasi Loćane pri Dečanih (velja za najstarejšo hišo te vrste na Kosmetu).
Prokletije, prostor na katerem že dolgo živijo Srbi, Črnogorci, Albanci, Muslimani, Romi in drugi, predstavlja specifično okolje etnoloških elementov, tj. bogat etnični mozaik in prava zakladnica narodnega izročila, kjer se prepletajo različni etnosociaalni motivi (preko 20 vrst narodnih nošenj, ljudska glasba in ljudske igre, razni običaji in tradicionalna domača obrt).

## Zgodnji pristopi
Britanski plezalci Sleeman, Elmalie in Ellwood so prvi dosegli vrh Maje Jezercë 26. julija 1929. Leto pozneje so tudi vrhi dosegli avstrijski alpinisti. Prokletije so obiskali številni raziskovalci in znanstveniki, ki so v muzejih zbirali kamnine in vzorce.
Pred navedenimi odpravami je za najvišji vrh območja veljal Shkëlzen z 2407 m, za njim pa Maja Radohimës z 2500 m. Do začetka poletja 1929 so italijanski geodeti izmerili vse vrhove.